# Паро, Жан-Франсуа
Жан-Франсуа́ Даниэ́ль Паро́ (фр. Jean-François Daniël Parot; 27 июня 1946, Париж — 23 мая 2018, Мисийяк, департамент Атлантическая Луара) — французский дипломат и писатель.

## Биография

### Ранние годы
Родился 27 июня 1946 в Париже. Отец Жана-Франсуа оставил семью, когда сын был ещё малолетним. Его мать, Мадлен Бонен, была монтажёром и работала с такими известными французскими кинорежиссёрами, как Жак де Баронселли, Марсель Карне, Ремон Лебурсье и Жан де Маргена. Паро получил образование в области этнологии и истории XVIII века в парижском Сорбоннском университете. В 1969 году защитил магистерскую диссертацию на тему «Социальная структура кварталов Грев, Сент-Авуа и Сент-Антуан, 1780—1785» (фр. Structures sociales des quartiers de Grève, Saint-Avoye et Saint-Antoine, 1780-1785), написанную под научным руководством Ролана Мунье. При этом, по его собственным словам, он считал себя голлистом, а потому не стал сотрудничать с историком-марксистом Альбером Собулем. После окончания учёбы в течение некоторого времени преподавал в Сенегале, после чего вернулся во Францию и попытался получить степень агреже для продолжения работы преподавателем в метрополии, но ему это не удалось.

### Дипломат
По воспоминаниям самого́ Паро, он стал дипломатом случайно — в поисках работы зашёл в Министерство иностранных дел, процитировал приёмной комиссии речь Шатобриана перед Палатой пэров и получил работу. С 1974 года работал вице-консулом Франции в Киншасе, затем — в дипломатических представительствах Франции по всему миру, в том числе в Джибути, Дохе, Хошимине, Уагадугу и Афинах. В центральном аппарате МИД вершиной карьеры Паро стала должность заместителя директора управления военного и оборонного сотрудничества, которую он занимал в 2000-2006 годах. В 2006 году был назначен послом Франции в Гвинее-Бисау, после возвращения из этой миссии в 2010 году вышел в отставку.

### Писатель
С 1999 года Жан-Франсуа Паро неожиданно сам для себя начал карьеру писателя. По его словам, это случилось в Софии, где Паро работал во французском посольстве. По воспоминаниям самого́ автора, он начал писать просто чтобы скоротать длинные зимние вечера в столице Болгарии, когда все улицы покрыты льдом и нельзя выйти из дому. Действие романа в жанре исторического детектива разворачивалось в хорошо знакомом Паро XVIII веке, во время правления короля Людовика XV. Главный герой романа — комиссар полиции по имени Николя Ле Флок. Первоначально книга не предназначалась для публикации, однако в 2000 году Паро предложил черновик издательству Jean-Claude Lattès, и он был принят к печати.
В последующие годы Паро продолжил написание романов о приключениях Николя Ле Флока, написав и опубликовав в общей сложности 14 книг общим тиражом более полутора миллионов экземпляров. Книги были переведены на девять языков: английский, испанский, итальянский, корейский, немецкий, португальский, русский, чешский и японский. 12 книг легли в основу телесериала «Николя Ле Флок», который, помимо Франции, был показан также во многих европейских странах, в России, США, Латинской Америке и Японии.
Жан-Франсуа Паро скончался 23 мая 2018 года в Мисийяке, департамент Атлантическая Луара.

## Награды
- 25 марта 2005 года Жан-Франсуа Паро стал кавалером ордена Почётного легиона за свою дипломатическую деятельность[10].
- В 2006 году Литературная академия Бретани и Луары наградила Жана-Франсуа Паро премией за роман «Мучная война»[6].
- С 2010 года — член Литературной академии Бретани и Луары[6].
- 22 февраля 2011 года он стал офицером ордена Искусств и литературы за свою писательскую деятельность[11].